# Alburnoides devolli
Alburnoides devolli är en fiskart som beskrevs av Bogutskaya, Zupancic och Naseka 2010. Alburnoides devolli ingår i släktet Alburnoides och familjen karpfiskar. Inga underarter finns listade i Catalogue of Life.
Arten förekommer endemisk i floden Devoll och i angränsande vattendrag i centrala Albanien. Exemplaren blir upp till 95 mm långa. I ryggfenan finns 12 mjukstrålar och inga taggstrålar. Analfenan har 15 till 17 mjukstrålar och saknar taggstrålar. Denna fisk föredrar regioner där floden är ungefär 5 meter bred och 0,5 till 1 meter djup. Landskapet ligger cirka 1050 meter över havet.